# Placidochromis johnstoni
Placidochromis johnstoni és una espècie de peix de la família dels cíclids i de l'ordre dels perciformes.

## Morfologia
Els mascles poden assolir els 20 cm de longitud total.

## Distribució geogràfica
Es troba al llac Malawi, al llac Malombe i al curs superior del riu Shire (Àfrica oriental).